# 클라리넷 협주곡 (모차르트)

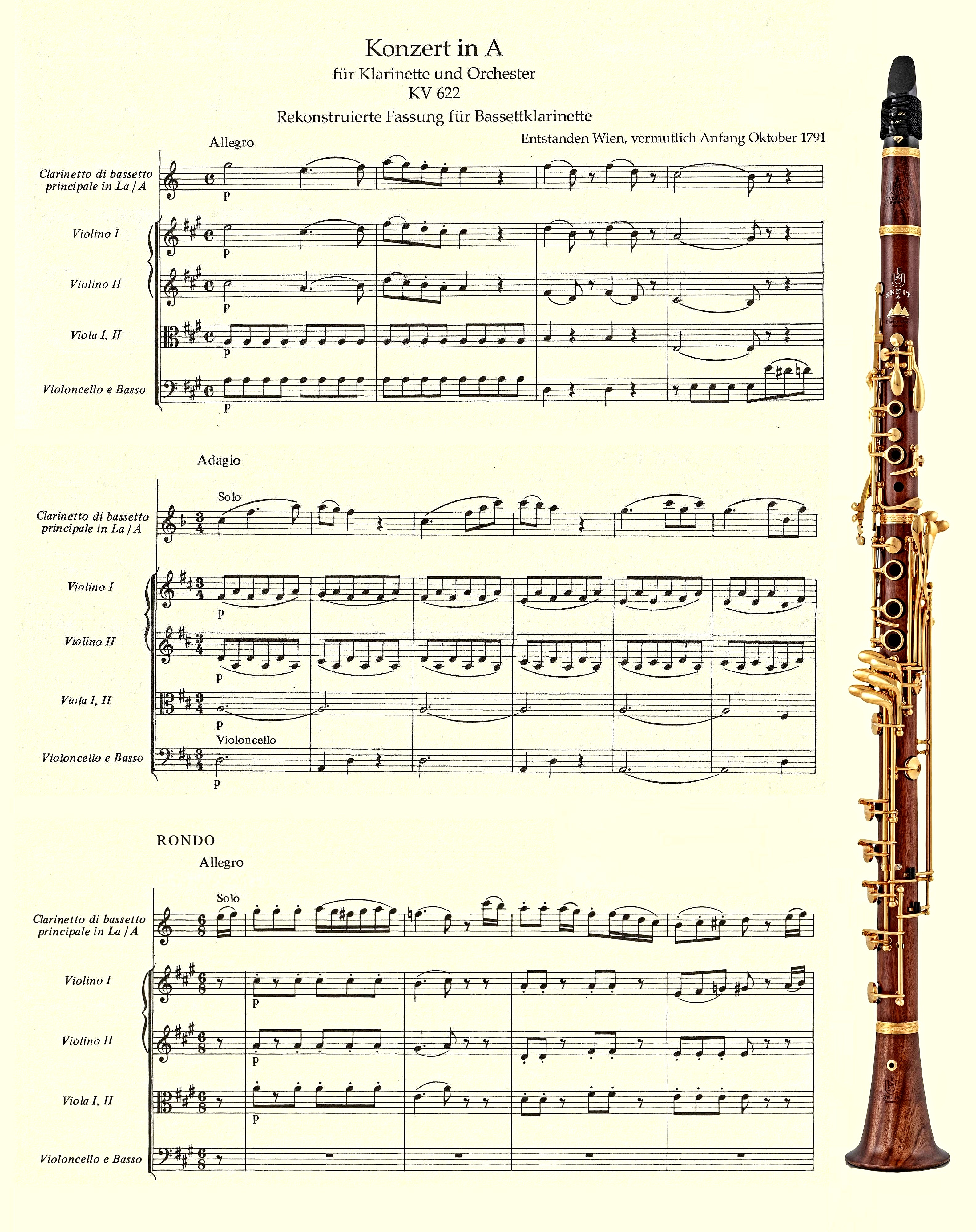
3악장의 시작 부분 악보, 오른쪽에 바셋 클라리넷이 있습니다.

《클라리넷 협주곡 가장조》(K. 622)는 모차르트가 평소 친분이 깊었던 클라리넷 연주가 안톤 슈타들러(Anton Stadler)를 위해서 작곡한 클라리넷 협주곡이다. 1791년 10월 경 빈에서 완성된 것으로 추정된다. 클라리넷이 충분히 발달되지 않았던 당시에 이미 클라리넷의 가능성을 꿰뚫어 보고 악기의 특징을 잘 살려 작곡한 모차르트의 천재성이 돋보이는 작품으로 평가받고 있다.
이 곡은 모차르트가 작곡한 마지막 협주곡 작품이다. 특히 오케스트라와 독주악기간의 절묘한 조화와 독주악기의 절제가 특징이다. 또한 협주곡으로는 이례적으로 카덴차가 없다. 이 협주곡은 슈타들러에 의해 1791년 10월 16일에 프라하에서 처음 연주된 것으로 보이나, 역시 정확한 기록이 없어 연구자들마다 의견이 다르다. 첫 연주에 대한 반응은 대체로 긍정적이었다고 알려져 있다.

## 구성
곡의 구성은 3악장으로 다음과 같다.
1. 알레그로 (Allegro)
2. 아다지오 (Adagio)
3. 론도. 알레그로 (Rondo. Allegro)

## 의문점
가장 먼저, 현재까지 모차르트의 자필 서명이 담긴 원본이 발견되지 않았다. 처음 악보가 출판된 것은 1801년이다. 음악학자들 사이에서는 악장간의 완성도 차이가 크다는 것을 이유로 모차르트의 스케치를 기초로 하여 누군가가 첨가하여 완성한 곡이 아니냐는 의문도 꾸준히 제기되고 있다.
또한 이 곡이 슈타틀러를 위해 작곡되었다고 알려져 있는데, 슈타틀러가 갖고 있었던 개인악기가 당시 널리 쓰이던 클라리넷과는 또 다른 특수한 악기였기에 독주악기에 대한 의문도 있다.
원래 슈타들러가 갖고 있던 개인악기는 당시에 유행하던 악기인 바셋 호른의 모양에 마개를 첨가한 것이다. 이것은 일반 클라리넷보다 아래로 두 음 더, 즉 저음 다까지 연주할 수 있었던 클라리넷이다. 후대의 연구가들은 ‘바셋 클라리넷’으로 부르고 있는데, 이는 어디까지나 연구상 편의를 위한 것이지 슈타틀러 시대의 용어는 아니다. 슈타틀러는 '자신이 발명한 새로운 클라리넷'이라고만 했다. 그러나 이 곡이 바셋 클라리넷을 위해 작곡된 것인지는 모차르트의 원본이 발견되지 않아 확인할 수 없다.
1801년 첫 출판된 악보들의 독주악기가 A조의 가-클라리넷으로 되어 있기 때문에 오늘날에도 보통 가-클라리넷으로 연주한다. 이것은 아마 19세기 당시에 가-클라리넷이 널리 쓰이고 있었기 때문으로 추정된다. 1950년 이후 학자들과 클라리넷 연주자들 사이에서 원곡 복원운동이 활발히 이루어져 요즘엔 바셋 클라리넷으로 연주하기도 한다.